# Mahārājganj (ort i Indien, Bihar)
Mahārājganj är en ort i Indien.   Den ligger i distriktet Siwān och delstaten Bihar, i den nordöstra delen av landet, 800 km öster om huvudstaden New Delhi. Mahārājganj ligger 67 meter över havet och antalet invånare är 22 430.
Terrängen runt Mahārājganj är mycket platt. Runt Mahārājganj är det mycket tätbefolkat, med 1 177 invånare per kvadratkilometer. Närmaste större samhälle är Siwan, 19,2 km nordväst om Mahārājganj. Trakten runt Mahārājganj består till största delen av jordbruksmark.